# Antônio Almeida (compositeur)
Antônio Almeida, né le 26 août 1911 à Rio de Janeiro et mort le 10 décembre 1985 dans la même ville, est un compositeur de musique populaire brésilien.

## Biographie
Antônio Almeida naît le 26 août 1911 à Rio de Janeiro.
Dès son plus jeune âge, il fréquente les gafieiras, les ranchos et les blocos, notamment la société de carnaval Kananga do Japão, où il rencontre Sinhô.
Ses chansons sont enregistrées par divers chanteurs brésiliens, dont Francisco Alves, Orlando Silva, Aracy de Almeida, Anjos do Inferno et Joel et Gaúcho.
Il compose plus de 300 œuvres, dont des sambas, des marchinhas de carnaval et des versions de succès étrangers, qui ont toutes été enregistrées.

## Discographie
- A dor do amor (avec João de Barro)
- A mulata é a tal (avec João de Barro)
- A mulher deve casar (avec Nássara)
- A ordem do Rei (avec Norival Reis)
- A saudade mata a gente (avec João de Barro)
- A sopa vai se acabar (avec Alberto Ribeiro)